# Lisa Albrecht
Lisa Albrecht geb. Hartjen (* 27. Mai 1896 in Hamburg; † 16. Mai 1958 in Berlin) war eine deutsche Politikerin der SPD.

## Leben und Beruf
Elisabeth „Lisa“ Maria Fanny Albrecht wurde als Tochter eines Beamten in Hamburg geboren und wuchs als ältestes von acht Kindern in einem bürgerlichen Umfeld auf. Nach Abschluss der Handelsschule arbeitete sie in einer Konsumgenossenschaft. 1919 heiratete sie gegen den Willen der Eltern den späteren Verleger und Politiker August Albrecht, den sie in der Hamburger Sozialistischen Arbeiter-Jugend kennengelernt hatte. Sie zog 1920 mit ihrem Mann nach Berlin, wo die gemeinsame Tochter geboren wurde, studierte an der Hochschule für Leibesübungen und arbeitete danach als Sportlehrerin. Sie bot Gymnastikkurse für Fabrikarbeiterinnen an, hielt Vorträge an der neu gegründeten Wohlfahrtsschule der Arbeiterwohlfahrt über „Körperkultur“ und Jugendbewegung und organisierte gesellige Abende. Von 1928 bis 1933 war sie hauptberuflich als Parteisekretärin in der Provinz Brandenburg tätig.
Aufgrund ihres Engagements gegen die stärker werdende nationalsozialistische Bewegung verlor Lisa Albrecht aus politischen Gründen 1933 ihre Arbeitsstelle, wurde in der Zeit des Nationalsozialismus zwischen 1933 und 1939 durch die Gestapo bedroht, bespitzelt, mehrfach verhaftet, verhört, verurteilt oder in Schutzhaft genommen. 1934 erholte sie sich in einem Heim der christlichen Quäkergemeinschaft von den Misshandlungen während der Haft und brachte auch ihre Tochter bis zur Invasion bei einer Quäkergemeinschaft in den Niederlanden unter. Gemeinsam mit ihrem Mann August Albrecht hatte sie die SPD-eigene Buchgemeinschaft „Der Bücherkreis“ geführt. Als das Berliner Antiquariat ihres Mannes durch die Nationalsozialisten enteignet und die von ihm herausgegebenen Arbeiterzeitschriften und -Liederbücher verboten wurden, führten beide eine Buchhandlung in Berlin-Wilmersdorf, die als „heimlicher Treffpunkt für Gleichgesinnte“ galt. Nachdem 1944 die Wohnung und Buchhandlung bei einem Bombenangriff zerstört und ihr Ehemann schwer verwundet wurde, floh sie mit ihm nach Mittenwald, wo sie unter Polizeiaufsicht gestellt wurde. Ihre Tochter kam im Krieg um. Nach Kriegsende wurde Lisa Albrecht zunächst bei der amerikanischen Militärverwaltung beschäftigt. Ab 1946 engagierte sie sich erneut für die SPD, in Gewerkschaften und in der Internationalen Frauenliga für Frieden und Freiheit (IFFF).

## Partei
Albrecht war seit 1914 Mitglied der SPD, nachdem sie zuvor bereits ab 1911 der SAJ angehört hatte. 1946/47 war sie Landesvorsitzende der SPD in Bayern, anschließend bis zu ihrem Tode Stellvertretende Landesvorsitzende. Von 1947 bis zu ihrem Tode gehörte Albrecht dem Bundesvorstand der SPD an.

## Abgeordnete
Dem Deutschen Bundestag gehörte Lisa Albrecht seit der ersten Bundestagswahl 1949 bis zu ihrem Tode an. Sie übte das Amt einer Schriftführerin aus. Sie war überzeugte Pazifistin und „Streiterin für die Gleichberechtigung der Frau im konservativen Nachkriegsdeutschland“. Zu ihren Schwerpunktthemen gehören die Frauenpolitik und der Antimilitarismus. 1950 setzte sie sich gemeinsam mit ihrer Fraktionskollegin Liesel Kipp-Kaule in Ergänzung zu Artikel 3 des Grundgesetzes für ein Gesetz für ökonomische Gleichstellung der Frau ein. Die beiden Politikerinnen konnten sich aber schon in der eigenen Fraktion nicht durchsetzen.
In den Debatten um das Beamtenrecht 1950 und 1953 setzte sie sich als Mitglied des Ausschusses für Beamtenrecht für die Überarbeitung von Gesetzen aus der NS-Zeit ein, die unter anderem die mögliche Entlassung verheirateter Beamtinnen aus dem Staatsdienst ermöglichten, „deren wirtschaftliche Versorgung nach der Höhe des Familieneinkommens auch im Falle einer Entlassung dauernd gesichert schien“ sowie weiterer Ungleichbehandlungen von Frauen gegenüber Männern. Sie betrieb erfolgreich die Angleichung der Altersgrenze von 27 Jahren für die Übernahme in den Beamtenstatus auch für Frauen.

## Öffentliche Ämter
1945 wurde Lisa Albrecht Gemeinderätin und stellvertretende Bürgermeisterin von Mittenwald.